# 苞叶乳苣
苞叶乳苣（学名：Mulgedium bracteatum）是菊属乳苣属的植物。分布在锡金、印度、尼泊尔以及中国大陆的西藏等地，生长于海拔2,800米至3,000米的地区，见于林下以及杂木林下，目前尚未由人工引种栽培。